# Abu Ali al-Anbari
Abū ʿAlī al–Anbārī (in arabo أبو علي الأنباري‎?, anche noto come Abū ʿAlāʾ al-ʿAfrī o al-ʿAfarī; Mosul, ... – al-Ash, 25 marzo 2016) è stato un generale iracheno.

## Biografia
Al-Anbārī è stato un generale iracheno del regime di Saddam Hussein che si è fatto strada in al-Qa'ida in Iraq, una delle precedenti incarnazioni dello Stato Islamico, dopo essere stato espulso da un altro gruppo radicale sunnita, gli Ansar al-Islam, colpito da accuse di corruzione finanziaria. Presumibilmente è nato a Mosul.
Stando a quanto viene riportato, la sua conoscenza della Sharīʿa non era così approfondita come quella di altri militanti dello Stato Islamico che sono stati intervistati, anche a causa della sua formazione militare.
Aveva l'incarico di governare i territori siriani controllati dallo Stato Islamico, organizzazione di cui era secondo in comando (assieme ad Abu Muslim al-Turkmani, che si occupava dei territori iracheni). Il suo ruolo politico era quello di supervisionare i consigli locali e agire in veste di delegato politico, mentre il ruolo militare consisteva nel dirigere le operazioni contro i ribelli siriani che si oppongono al regime del presidente Baššār al-Asad e allo Stato Islamico, nell'ambito della guerra civile siriana.